# Federico Avrial
Federico Avrial Alba (f. 1957) fue un ilustrador y pintor español.

## Biografía
La Biblioteca Nacional de España le hace nacido en 1896 en Madrid, si bien se ha indicado que esta fecha seguramente sea errónea y que su nacimiento sería anterior, pues Avrial estaba activo ya en los primeros años del siglo XX. Fue uno de los diversos ilustradores de los cuentos de la editorial Calleja, entre los que además de Avrial se encontraron nombres como los de Manuel Ángel, Manuel Picolo, Antonio García Mencía, José Riudavets y Narciso Méndez Bringa. Falleció el 1 de febrero de 1957.